# Palace Theatre (London)
Palace Theatre er et West End-teater i City of Westminster, London. Den røde murstenfacade dominerer vestsiden af Cambridge Circus bag en lille plads hvor Shaftesbury Avenue og Charing Cross Road mødes. Palace Theatre har 1.400 pladser.
Richard D'Oyly Carte, producer af Gilbert and Sullivan-operaer, bestilte teatret i slutningen af 1880. Det blev designet af Thomas Edward Collcutt med det formål at blive hjemsted for Englands grand opéra. Teatret åbnede som Royal English Opera House i januar 1891 med en overdådig produktion af Arthur Sullivans opera Ivanhoe. Selvom den blev opført 160 gange, så blev den kortvarigt efterfulgt af André Messagers La Basoche, da Carte ikke havde andre forestillinger at opføre. Han lejede det til Sarah Bernhardt i en sæson og solgte operahuset inden for et år med tab. Det blev herefter omdannet til en stor music hall og fik navnet Palace Theatre of Varieties, der blev drevet med succes først af Sir Augustus Harris og herefter Charles Morton. I 1897 begyndte teatret at vise film som en del af underholdningen. I 1904 blev Alfred Butt leder og fortsatte med at kombinere forskellige typer underholdning inklusive dansepiger og film. Herman Finck var musical-direktør på teatret fra 1900 til 1920.
I 1925 åbnede musical-komedien No, No, Nanette på Palace Theatre, og den blev efterfulgt af andre musicals, hvilket teatret blev berømt for. Marx Brothers optrådte på teatret i 1931, hvor de fremførte et udvalg fra deres Broadway-shows. The Sound of Music blev opført 2.385 gange på teatret, hvor den åbnede i 1961. Jesus Christ Superstar blev opført fra 1972 til 1980, og Les Misérables blev spillet på teatret i 19 år fra 1985 og frem. I 1983 købte Andrew Lloyd Webber teatret og i 1991 havde han renoveret det. Monty Python's Spamalot spillede fra 2006 til januar 2009, og Priscilla Queen of the Desert åbnede i marts 2009 og sluttede i december 2011. Mellem februar 2012 og juni 2013 havde teatret opsætningen af Singin' in the Rain.
Fra juni 2016 spillede Harry Potter og det forbandede barn indtil forestillingen blev stoppet i marts 2020 grundet coronaviruspandemien. Stykket vendte tilbage til scenen 14. oktober 2021 efter en 19 måneders pause.